# Alessandro Murgia
Alessandro Murgia, né le 9 août 1996 à Rome, est un footballeur italien. Évoluant au poste de milieu relayeur, il joue actuellement à l'U Cluj.

## Biographie
Comme son nom de famille le laisse présager, il est d'origine sarde, son père Francesco, un ancien banquier aujourd'hui à la retraite, est d'ailleurs un natif de Monti. 
Alessandro Murgia est le beau-frère du footballeur international italien Andrea Bertolacci, celui-ci ayant épousé sa grande sœur, l'actrice Nicole Murgia (en), en décembre 2015.

### Carrière en club
Le 30 janvier 2019, Alessandro Murgia rejoint la SPAL (alors 14e de Serie A) sous forme de prêt jusqu'à la fin de la saison.
Le 12 juillet 2019, il s'engage définitivement en faveur de la SPAL jusqu'en juin 2024, contre 7 millions d'euros.

### Carrière en sélection
Le 1er septembre 2017, il fait ses débuts avec l'équipe d'Italie espoirs lors d'un match amical à l'extérieur face à l'Espagne, en remplaçant Rolando Mandragora à la mi-temps (défaite 3-0). À ce jour, Murgia compte 14 sélections avec les espoirs italiens, et un but contre l'Albanie (victoire 3-1).

## Statistiques
Le tableau ci-dessous récapitule les statistiques d'Alessandro Murgia lors de sa carrière en club :
| Saison                | Club                  | Championnat           | Championnat | Championnat | Coupe(s) nationale(s) | Coupe(s) nationale(s) | Supercoupe | Supercoupe | Compétition(s) continentale(s) | Compétition(s) continentale(s) | Compétition(s) continentale(s) | Total | Total |
| Saison                | Club                  | Division              | M.          | B.          | M.                    | B.                    | M.         | B.         | Comp.                          | M.                             | B.                             | M.    | B.    |
| 2016-2017             | Lazio Rome            | Serie A               | 14          | 2           | 4                     | 0                     | -          | -          | -                              | -                              | -                              | 18    | 2     |
| 2017-2018             | Lazio Rome            | Serie A               | 16          | 0           | 1                     | 0                     | 1          | 1          | C3                             | 9                              | 1                              | 27    | 2     |
| 2018-2019             | Lazio Rome            | Serie A               | 1           | 0           | -                     | -                     | -          | -          | C3                             | 3                              | 0                              | 4     | 0     |
| Sous-total            | Sous-total            | Sous-total            | 31          | 2           | 5                     | 0                     | 1          | 1          | -                              | 12                             | 1                              | 49    | 4     |
| 2018-2019             | SPAL (prêt)           | Serie A               | 15          | 0           | -                     | -                     | -          | -          | -                              | -                              | -                              | 15    | 0     |
| 2019-2020             | SPAL                  | Serie A               | -           | -           | -                     | -                     | -          | -          | -                              | -                              | -                              | 0     | 0     |
| Sous-total            | Sous-total            | Sous-total            | 15          | 0           | -                     | -                     | -          | -          | -                              | -                              | -                              | 15    | 0     |
| Total sur la carrière | Total sur la carrière | Total sur la carrière | 46          | 2           | 5                     | 0                     | 1          | 1          | -                              | 12                             | 1                              | 64    | 4     |

## Palmarès
Alessandro Murgia remporte la Supercoupe d'Italie en 2017 avec la Lazio Rome. 